# Jaromir Brejdak
Jaromir Brejdak (ur. 1961) – polski filozof, specjalizujący się w fenomenologii, hermeneutyce oraz filozofii dialogu. 

## Życiorys
Jest absolwentem Politechniki Wrocławskiej, a następnie studiował filozofię, teologię i teorię nauki we Fryburgu Bryzgowijskim oraz Monachium pod kierunkiem prof. Roberta Spaemanna. Tytuł doktora uzyskał na Uniwersytecie Ludwiga-Maximiliana w Monachium, a habilitację w Instytucie Filozofii i Socjologii Polskiej Akademii Nauk na podstawie rozprawy „Odcienie obecności. Próba analizy fenomenu” (Kraków 2007).
Obecnie wykłada na Uniwersytecie Szczecińskim, gdzie prowadzi zajęcia z zakresu filozofii i teologii.
Brejdak jest również współtwórcą Szczecińskich Dni Kultury Żydowskiej „Adlojada”.

## Publikacje
Do jego najważniejszych publikacji należą:
- Max Scheler między innymi (2022)
- Zrozumieć Innego. Próba rozumienia Innego w fenomenologii, hermeneutyce, filozofii dialogu i teorii systemu (2020)
- Cierń w ciele. Myśl Apostoła Pawła w filozofii współczesnej (2010).
- Ewangelia Zaratustry (2014)